# Roko Karanušić
Roko Karanušić (* 5. září 1982, Záhřeb, Jugoslávie) je
chorvatský profesionální tenista, který nastoupil tenisovou kariéru na okruhu ATP v roce 2000. V jeho rámci nevyhrál žádný turnaj ve dvouhře, ani ve čtyřhře. Dosud získal 3 tituly ve dvouhře na challengerech ATP. Na žebříčku ATP byl pro dvouhru nejvýše postaven na 88. místě (2. února 1009). Jeho mateřským oddílem je Partizan Bělehrad.

## Finálová utkání na turnajích ATP

### Challengery - dvouhra, vítězství (3)
| Legenda                |
| Grand Slam (0)         |
| Tennis Masters Cup (0) |
| ATP Masters Series (0) |
| ATP Tour (0)           |
| Challengery (3)        |

| Č. | Datum          | Turnaj           | Povrch      | Finalista          | Výsledek         |
| 1. | 3. září 2007   | Doněck, Ukrajina | tvrdý       | Dick Norman        | 6–4, 6–4         |
| 2. | 11. únor 2008  | Bělehrad, Srbsko | koberec (h) | Philipp Petzschner | 5–7, 6–1, 7–6(5) |
| 3. | 13. říjen 2008 | Kolding, Dánsko  | tvrdý (h)   | Karol Beck         | 6–4, 6–4         |